# Stagetus puncticollis
Stagetus puncticollis is een keversoort uit de familie klopkevers (Anobiidae). De wetenschappelijke naam van de soort is voor het eerst geldig gepubliceerd in 1884 door Brenske & Reitter.